# Puente románico de Capella
El denominado Puente Románico de Capella (provincia de Huesca, España) se encuentra sobre el río Isábena, próximo a la activa sede episcopal que fue Roda de Isábena en la Edad Media.
Es Bien de Interés Cultural, con categoría de Monumento.

## Descripción
Presenta ocho ojos con unas bóvedas que van desde arcos segmentales muy rebajados en los arranques hasta la bóveda de tres centros del vano principal.
Las pilas se ven reforzadas con tajamares de planta triangular por ambos lados, que llegan hasta el mismo parapeto del puente y componen ensanches locales que facilitarían el cruce de personas o animales cargados. A nivel de la calzada, los tajamares están rematados por amplios apartaderos.
Los arcos conservan los agujeros que se realizaron en la fábrica para encajar las cimbras o estructuras de madera provisionales para su construcción.
El conjunto es rematado de manera armoniosa por un pronunciado lomo de asno. Los tímpanos se componen de sillares y sillarejos de buen tamaño y el parapeto o pretil queda desdibujado en el alzado de la obra a diferencia de los puentes romanos que suelen subrayarlo con una imposta y un remate.

## Galería

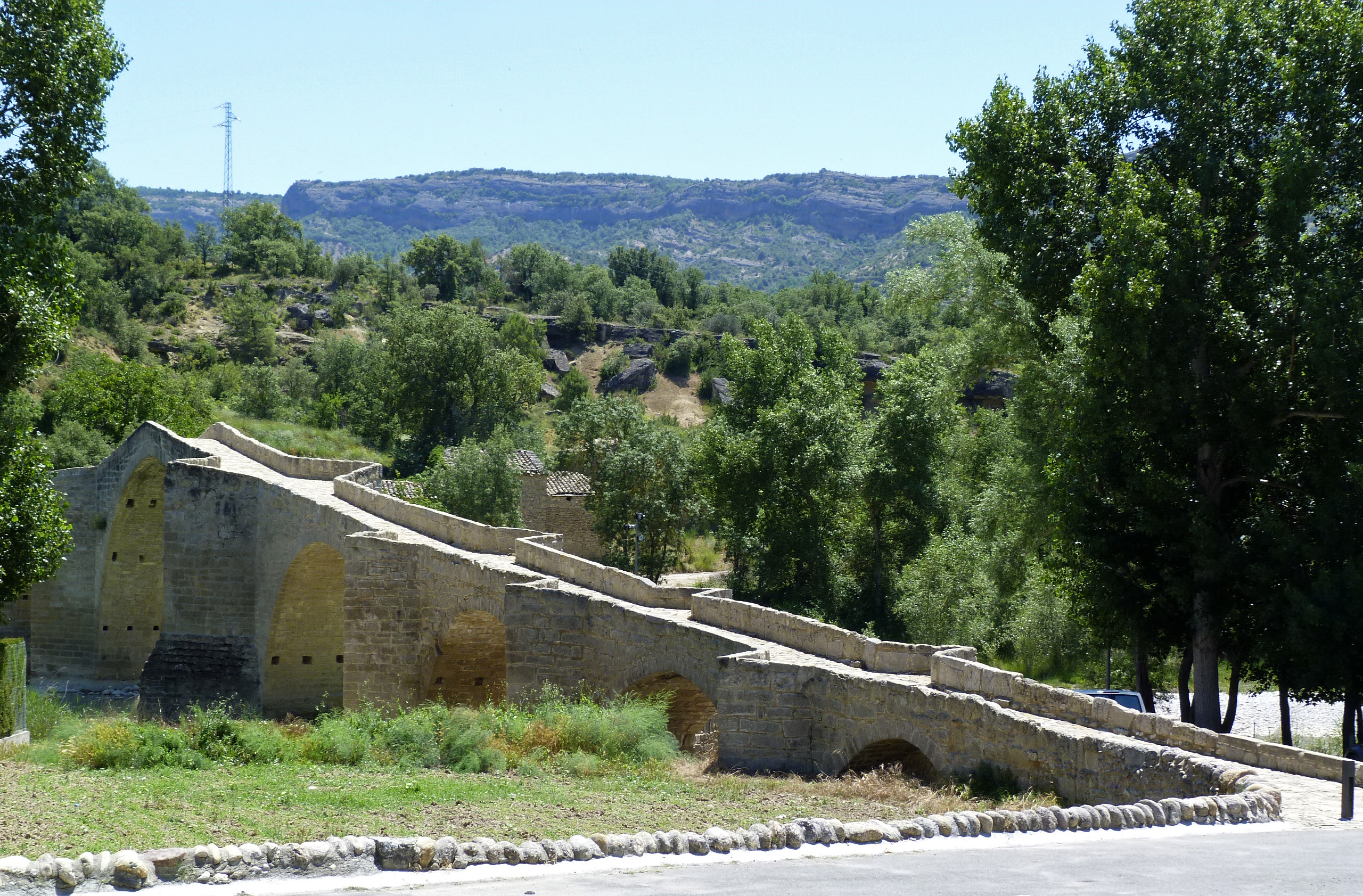
Puente de Capella, del tipo lomo de asno
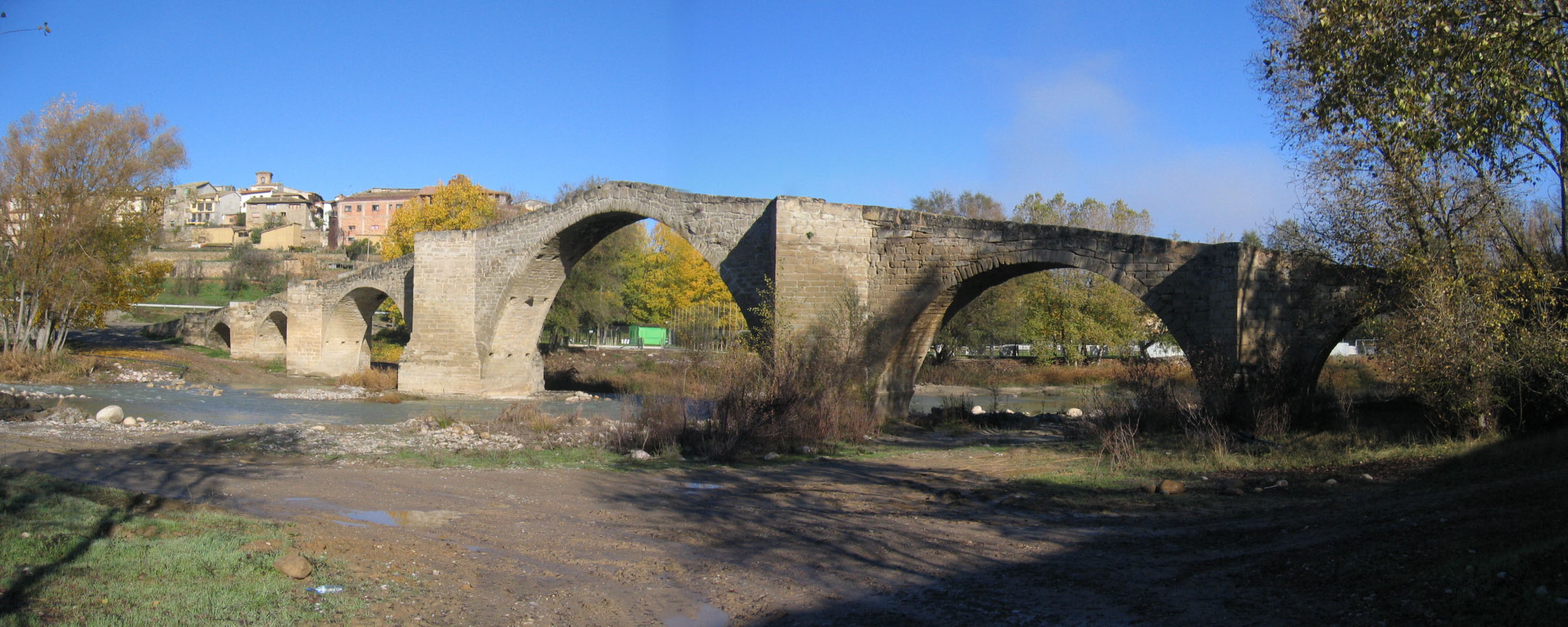
Otra vista del puente